# Miguel Ardiman
Miguel Ardiman Ramírez (Concepción, Chile, 10 de junio de 1967-) es un exfutbolista chileno, se desempeñó como lateral derecho en Deportes Concepción, y como zaguero central en O'Higgins, Universidad Católica (donde obtuvo la Copa Interamericana 1994 y Copa Chile 1995), Santiago Wanderers, Coquimbo Unido, Deportes Iquique y Fernández Vial.
Poseedor de un gran juego aéreo y pierna fuerte, sin duda Ardiman llegó a su máxima expresión futbolística en una jugada del duelo de revancha por Copa Interamericana 1994 entre Universidad Católica y Deportivo Saprissa. El defensor intercepta un balón en campo rival, realiza una estupenda pared con un compañero, para luego mandar el implemento al fondo de las mallas. En una noche de festejo para Universidad Católica, Ardiman se vestía de héroe con una anotación trascendental. El año 2009 se recibe de técnico de fútbol, anteriormente de iniciador y monitor de fútbol.

## Selección nacional
En 1987 formó parte de la Selección Chilena que obtuvo Medalla de Plata en los Juegos Panamericanos de Indianápolis, inclusive marcando un gol ante Canadá.
Gracias a la gran campaña que realizaba junto a Universidad Católica en 1994, fue convocado en esa temporada por Mirko Jozić para los duelos amistosos de Chile contra Perú y Argentina con resultados de 2-1 a favor de la Roja y 3-3 respectivamente. Jugó tres partidos más en 1996 bajo el mando de Xabier Azkargorta.

### Participación en Juegos Panamericanos
| Juegos                             | Sede           | Resultado        |
| ---------------------------------- | -------------- | ---------------- |
| Panamericanos de Indianápolis 1987 | Estados Unidos | Medalla de Plata |

### Partidos internacionales
| 1     | 18 de mayo de 1994       | Estadio Nacional, Santiago, Chile                   | Chile      | 3-3 | Argentina |   |  | Mirko Jozić       | Amistoso |
| 2     | 25 de mayo de 1994       | Estadio Nacional, Santiago, Chile                   | Chile      | 2-1 | Perú      |   |  | Mirko Jozić       | Amistoso |
| 3     | 21 de septiembre de 1994 | Estadio Nacional, Santiago, Chile                   | Chile      | 1-2 | Bolivia   |   |  | Mirko Jozić       | Amistoso |
| 4     | 16 de noviembre de 1994  | Estadio Nacional, Santiago, Chile                   | Chile      | 0-3 | Argentina |   |  | Mirko Jozić       | Amistoso |
| 5     | 4 de febrero de 1996     | Estadio Félix Capriles, Cochabamba, Bolivia         | Bolivia    | 1-1 | Chile     |   |  | Xabier Azkargorta | Amistoso |
| 6     | 7 de febrero de 1996     | Estadio Sausalito, Viña del Mar, Chile              | Chile      | 2-1 | México    |   |  | Xabier Azkargorta | Amistoso |
| 7     | 14 de febrero de 1996    | Estadio Francisco Sánchez Rumoroso, Coquimbo, Chile | Chile      | 4-0 | Perú      |   |  | Xabier Azkargorta | Amistoso |
| Total | Total                    | Total                                               | Presencias | 7   | Goles     | 0 |  |                   |          |

| Selección chilena | Selección chilena | Selección chilena |
| Año               | Partidos          | Goles             |
| ----------------- | ----------------- | ----------------- |
| 1994              | 4                 | 0                 |
| 1996              | 3                 | 0                 |
| Total             | 7                 | 0                 |

## Clubes

### Jugador
| Club                 | País  | Año       |
| -------------------- | ----- | --------- |
| Deportes Concepción  | Chile | 1984-1991 |
| O'Higgins            | Chile | 1992-1993 |
| Universidad Católica | Chile | 1994-1996 |
| Santiago Wanderers   | Chile | 1997-1998 |
| Coquimbo Unido       | Chile | 1999-2001 |
| Deportes Iquique     | Chile | 2002      |
| Fernández Vial       | Chile | 2003      |

### Entrenador
| Club                | País  | Año       |
| ------------------- | ----- | --------- |
| San Pedro de La Paz | Chile | 2019-Act. |

## Palmarés

### Torneos nacionales oficiales
| Título     | Club                 | País  | Año  |
| ---------- | -------------------- | ----- | ---- |
| Copa Chile | Universidad Católica | Chile | 1995 |

### Campeonatos internacionales oficiales
| Título                            | Club (*)                     | País           | Año  |
| --------------------------------- | ---------------------------- | -------------- | ---- |
| Medalla de plata en Panamericanos | Selección de fútbol de Chile | Estados Unidos | 1987 |
| Copa Interamericana               | Universidad Católica         | Chile          | 1994 |

(*) Incluyendo la Selección